# 60-Meter-Lauf

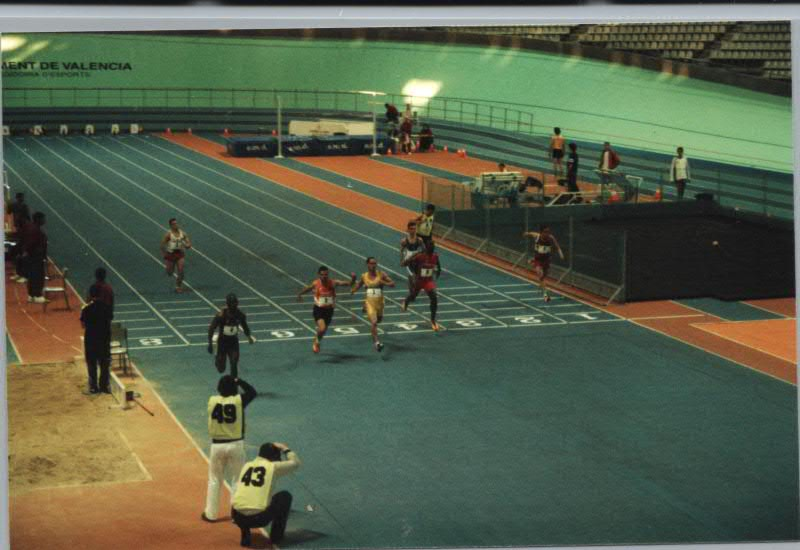
60-Meter-Lauf in Valencia, 2005

Der 60-Meter-Lauf ist eine Sprintdisziplin, die vor allem in der Halle gelaufen wird. Sie wird auf einer ausschließlich geraden Strecke ausgetragen, wobei jeder Läufer vom Start bis zum Ziel in seiner eigenen Bahn bleiben muss. Gestartet wird im Tiefstart mit Hilfe von Startblöcken.
In der Halle ist der 60-Meter-Lauf die kürzeste Strecke, die an Meisterschaften gelaufen wird. Bei den Olympischen Spielen 1900 in Paris sowie 1904 in St. Louis war der 60-Meter-Lauf olympische Disziplin.
Die besten Männer erreichen eine Zeit unter 6,50 Sekunden, die besten Frauen unter 7 Sekunden.

## Statistik

### Medaillengewinner der Olympischen Spiele

#### Männer
| Jahr | Goldmedaille     | Silbermedaille   | Bronzemedaille |
| ---- | ---------------- | ---------------- | -------------- |
| 1900 | Alvin Kraenzlein | Walter Tewksbury | Stan Rowley    |
| 1904 | Archie Hahn      | William Hogenson | Fay Moulton    |

### Medaillengewinner der Hallenweltmeisterschaften

#### Männer
| Jahr | Goldmedaille         | Silbermedaille             | Bronzemedaille       |
| ---- | -------------------- | -------------------------- | -------------------- |
| 1985 | Ben Johnson          | Sam Graddy                 | Ronald Desruelles    |
| 1987 | Lee McRae            | Mark Witherspoon           | Pierfrancesco Pavoni |
| 1989 | Andrés Simón         | John Myles-Mills           | Pierfrancesco Pavoni |
| 1991 | Andre Cason          | Linford Christie           | Chidi Imoh           |
| 1993 | Bruny Surin          | Frank Fredericks           | Talal Mansour        |
| 1995 | Bruny Surin          | Darren Braithwaite         | Robert Esmie         |
| 1997 | Charalambos Papadias | Michael Green              | Davidson Ezinwa      |
| 1999 | Maurice Greene       | Tim Harden                 | Jason Gardener       |
| 2001 | Tim Harden           | Tim Montgomery             | Mark Lewis-Francis   |
| 2003 | Justin Gatlin        | Kim Collins                | Jason Gardener       |
| 2004 | Jason Gardener       | Shawn Crawford             | Georgios Theodoridis |
| 2006 | Leonard Scott        | Andrei Jepischin           | Terrence Trammell    |
| 2008 | Olusoji Fasuba       | Kim Collins Dwain Chambers |                      |
| 2010 | Dwain Chambers       | Mike Rodgers               | Daniel Bailey        |
| 2012 | Justin Gatlin        | Nesta Carter               | Dwain Chambers       |
| 2014 | Richard Kilty        | Marvin Bracy               | Femi Ogunode         |
| 2016 | Trayvon Bromell      | Asafa Powell               | Ramon Gittens        |
| 2018 | Christian Coleman    | Su Bingtian                | Ronnie Baker         |
| 2022 | Marcell Jacobs       | Christian Coleman          | Marvin Bracy         |
| 2024 | Christian Coleman    | Noah Lyles                 | Ackeem Blake         |
| 2025 | Jeremiah Azu         | Lachlan Kennedy            | Akani Simbine        |

#### Frauen
| Jahr | Goldmedaille            | Silbermedaille     | Bronzemedaille         |
| ---- | ----------------------- | ------------------ | ---------------------- |
| 1985 | Silke Gladisch          | Heather Oakes      | Christelle Bulteau     |
| 1987 | Nelli Cooman            | Anelija Nunewa     | Angela Bailey          |
| 1989 | Nelli Cooman            | Gwen Torrence      | Merlene Ottey          |
| 1991 | Irina Sergejewa         | Merlene Ottey      | Liliana Allen          |
| 1993 | Gail Devers             | Irina Priwalowa    | Schanna Tarnopolskaja  |
| 1995 | Merlene Ottey           | Melanie Paschke    | Carlette Guidry        |
| 1997 | Gail Devers             | Chandra Sturrup    | Frédérique Bangué      |
| 1999 | Ekaterini Thanou        | Gail Devers        | Philomena Mensah       |
| 2001 | Chandra Sturrup         | Angela Williams    | Chryste Gaines         |
| 2003 | Schanna Block           | Angela Williams    | Torri Edwards          |
| 2004 | Gail Devers             | Kim Gevaert        | Julija Neszjarenka     |
| 2006 | Me’Lisa Barber          | Lauryn Williams    | Kim Gevaert            |
| 2008 | Angela Williams         | Jeanette Kwakye    | Tahesia Harrigan       |
| 2010 | Veronica Campbell-Brown | Carmelita Jeter    | Ruddy Zang Milama      |
| 2012 | Veronica Campbell-Brown | Murielle Ahouré    | Tianna Madison         |
| 2014 | Shelly-Ann Fraser-Pryce | Murielle Ahouré    | Tianna Bartoletta      |
| 2016 | Barbara Pierre          | Dafne Schippers    | Elaine Thompson        |
| 2018 | Murielle Ahouré         | Marie-Josée Ta Lou | Mujinga Kambundji      |
| 2022 | Mujinga Kambundji       | Mikiah Brisco      | Marybeth Sant-Price    |
| 2024 | Julien Alfred           | Ewa Swoboda        | Zaynab Dosso           |
| 2025 | Mujinga Kambundji       | Zaynab Dosso       | Patrizia van der Weken |

### Weltbestenliste

#### Männer
Alle Läufer mit einer Bestzeit von 6,49 s oder schneller
Letzte Veränderung: 29. Januar 2025
1. 6,34 s,  Christian Coleman, Albuquerque, 19. Februar 2018
2. 6,39 s,  Maurice Greene, Madrid, 3. Februar 1998
3. 6,40 s,  Ronnie Baker, Albuquerque, 19. Februar 2018
4. 6,41 s,  Andre Cason, Madrid, 14. Februar 1992
5. 6,41 s,  Marcell Jacobs, Belgrad, 19. März 2022
6. 6,42 s,  Dwain Chambers, Turin, 7. März 2009
7. 6,42 s,  Su Bingtian, Birmingham, 3. März 2018
8. 6,42 s,  Trayvon Bromell, Clemson, 10. Februar 2023
9. 6,42 s (0,3)  Ackeem Blake, Kingston, 25. Februar 2023
10. 6,43 s,  Tim Harden Maebashi, 7. März 1999
11. 6,43 s,  Noah Lyles, Albuquerque, 17. Februar 2024
12. 6,43 s (1,6)  Lachlan Kennedy, Canberra, 25. Januar 2025
13. 6,44 s,  Asafa Powell, Portland, 18. März 2016
14. 6,44 s,  Marvin Bracy, Belgrad, 19. März 2022
15. 6,45 s,  Bruny Surin, Liévin, 13. Februar 1993
16. 6,45 s,  Leonard Myles-Mills, Air Force Academy, 20. Februar 1999
17. 6,45 s,  Terrence Trammell, Pocatello, 17. Februar 2001
18. 6,45 s,  Justin Gatlin, Boston, 1. März 2003
19. 6,45 s,  Ronald Pognon, Karlsruhe, 13. Februar 2005
20. 6,45 s,  Trell Kimmons, Albuquerque, 26. Februar 2012
21. 6,45 s,  Terrence Jones, Lubbock, 15. Januar 2022
22. 6,45 s (0,9)  Yohan Blake, Kingston, 25. Februar 2023
23. 6,46 s,  Jon Drummond, Stuttgart, 1. Februar 1998
24. 6,46 s,  Marcus Brunson, Flagstaff, 30. Januar 1999
25. 6,46 s,  Jason Gardener, Maebashi, 7. März 1999
26. 6,46 s,  Tim Montgomery, Lissabon, 11. März 2001
27. 6,46 s,  Leonard Scott, Liévin, 26. Februar 2005
28. 6,47 s,  Linford Christie, Liévin, 19. Februar 1995
29. 6,47 s,  Shawn Crawford, Boston, 28. Februar 2004
30. 6,47 s,  Dwight Phillips, Madrid, 24. Februar 2005
31. 6,47 s,  Lerone Clarke, Birmingham, 18. Februar 2012
32. 6,47 s,  James Dasaolu, Birmingham, 15. Februar 2014
33. 6,47 s,  Kim Collins, Łódź, 17. Februar 2015
34. 6,47 s,  Samuele Ceccarelli, Istanbul, 4. März 2023
35. 6,48 s,  Leroy Burrell, Madrid, 13. Februar 1991
36. 6,48 s,  Deji Aliu, Liévin, 21. Februar 1999
37. 6,48 s,  Morné Nagel, Düsseldorf, 27. Januar 2002
38. 6,48 s,  John Capel, Fayetteville, 15. Februar 2003
39. 6,48 s,  Mike Rodgers, Albuquerque, 27. Februar 2011
40. 6,48 s,  Jimmy Vicaut, Göteborg, 2. März 2013
41. 6,48 s,  Cameron Burrell, Birmingham, 12. März 2016
42. 6,48 s,  Xu Zhouzheng, Peking, 23. März 2018
43. 6,48 s,  Demek Kemp, Madrid, 21. Februar 2020
44. 6,48 s,  Micah Williams, Spokane, 15. Januar 2022
45. 6,48 s,  Jenns Reynold Fernández, Ancona, 28. Januar 2024
46. 6,48 s,  Emmanuel Wells, Spokane, 1. Februar 2024
47. 6,48 s,  Kishane Thompson, Spanish Town, 18. Januar 2025
48. 6,49 s,  Mark McKoy, Karlsruhe, 6. März 1993
49. 6,49 s,  Colin Jackson, Paris, 11. März 1994
50. 6,49 s,  Michael Green, Liévin, 16. Februar 1997
51. 6,49 s,  Ato Boldon, Birmingham, 23. Februar 1997
52. 6,49 s,  Randall Evans, Atlanta, 28. Februar 1997
53. 6,49 s,  Freddy Mayola, Madrid, 16. Februar 2000
54. 6,49 s,  Coby Miller, Gent, 9. Februar 2003
55. 6,49 s,  Olusoji Fasuba, Stuttgart, 3. Februar 2007
56. 6,49 s,  Nesta Carter, Birmingham, 18. Februar 2012
57. 6,49 s,  D’Angelo Cherry, Albuquerque, 3. März 2013
58. 6,49 s,  Yunier Pérez, Moskau, 2. Februar 2014
59. 6,49 s,  Richard Kilty, Sopot, 8. März 2014
60. 6,49 s,  Reece Prescod, Berlin, 10. Februar 2023

- deutscher Rekord: Julian Reus, 6,52 s, Leipzig, 27. Februar 2016
Kevin Kranz, 6,52 s, Dortmund, 20. Februar 2021
- österreichischer Rekord: Andreas Berger, 6,56 s, Wien, 27. Februar 1988
- Schweizer Rekord: Pascal Mancini, 6,58 s, St. Gallen, 18. Februar 2023

#### Frauen
Alle Läuferinnen mit einer Bestzeit von 7,05 s oder schneller
Letzte Veränderung: 10. März 2025
1. 6,92 s,  Irina Priwalowa, Madrid, 11. Februar 1993
2. 6,94 s,  Aleia Hobbs, Albuquerque, 18. Februar 2023
3. 6,94 s,  Julien Alfred, Albuquerque, 11. März 2023
4. 6,95 s,  Gail Devers, Toronto, 12. März 1993
5. 6,95 s,  Marion Jones, Maebashi, 7. März 1998
6. 6,96 s,  Merlene Ottey, Madrid, 14. Februar 1992
7. 6,96 s,  Ekaterini Thanou, Maebashi, 7. März 1999
8. 6,96 s,  Mujinga Kambundji, Belgrad, 18. März 2022, Schweizer Rekord
9. 6,97 s,  LaVerne Jones-Ferrette, Stuttgart, 6. Februar 2010
10. 6,97 s,  Murielle Ahouré, Birmingham, 2. März 2018
11. 6,98 s,  Shelly-Ann Fraser-Pryce, Sopot, 9. März 2014
12. 6,98 s,  Elaine Thompson, Birmingham, 18. Februar 2017
13. 6,98 s,  Ewa Swoboda, Glasgow, 2. März 2024
14. 6,99 s,  Mikiah Brisco, Belgrad, 18. März 2022
15. 7,00 s,  Nelli Cooman, Madrid, 23. Februar 1986
16. 7,00 s,  Veronica Campbell-Brown, Doha, 14. März 2010
17. 7,00 s,  Dafne Schippers, Berlin, 13. Februar 2016
18. 7,00 s,  Barbara Pierre, Portland, 12. März 2016
19. 7,01 s,  Savatheda Fynes, Maebashi, 7. März 1999
20. 7,01 s,  Me’Lisa Barber, Moskau, 10. März 2006
21. 7,01 s,  Lauryn Williams, Moskau, 10. März 2006
22. 7,01 s,  Zaynab Dosso, Apeldoorn, 9. März 2025
23. 7,02 s,  Gwen Torrence, New York City, 2. Februar 1996
24. 7,02 s,  Christy Opara-Thompson, Gent, 12. Februar 1997
25. 7,02 s,  Chioma Ajunwa, Liévin, 22. Februar 1998
26. 7,02 s,  Philomena Mensah, Maebashi, 7. März 1999
27. 7,02 s,  Carmelita Jeter, Albuquerque, 28. Februar 2010
28. 7,02 s,  Tianna Madison, Fayetteville, 11. Februar 2012
29. 7,02 s,  Javianne Oliver, Albuquerque, 18. Februar 2018
30. 7,02 s,  Marie-Josée Ta Lou, Düsseldorf, 20. Februar 2019
31. 7,02 s (2,0)  Tina Clayton, Kingston, 25. Februar 2023
32. 7,02 s,  Jacious Sears, New York City, 8. Februar 2024
33. 7,03 s,  Anelija Nunewa, Liévin, 22. Februar 1987
34. 7,03 s,  Ajla Del Ponte, Toruń, 7. März 2021
35. 7,03 s,  Dina Asher-Smith, Birmingham, 25. Februar 2023
36. 7,03 s (2,0)  Shashalee Forbes, Kingston, 25. Februar 2023
37. 7,03 s,  Brianna Lyston, Boston, 9. März 2024
38. 7,04 s,  Marita Koch, Senftenberg, 16. Februar 1985, deutscher Rekord
39. 7,04 s,  Silke Möller, Budapest, 6. März 1988
40. 7,04 s,  Carlette Guidry, Atlanta, 4. März 1995
41. 7,04 s,  Natallja Winogradowa, Minsk, 21. Februar 2001
42. 7,04 s,  Petja Pendarewa, Lissabon, 11. März 2001
43. 7,04 s,  Marija Bolikowa, Samara, 4. Februar 2006
44. 7,04 s,  Marybeth Sant-Price, Fayetteville, 11. Februar 2022
45. 7,04 s,  Briana Williams, Belgrad, 18. März 2022
46. 7,04 s,  Shericka Jackson, Belgrad, 18. März 2022
47. 7,05 s,  Chandra Sturrup, Lissabon, 11. März 2001
48. 7,05 s (1,7)  Christania Williams, Kingston, 28. Januar 2017
49. 7,05 s,  Kemba Nelson, Fayetteville, 13. März 2021
50. 7,05 s,  Daryll Neita, Berlin, 10. Februar 2023

- österreichischer Rekord: Karin Mayr-Krifka, 7,15 s, Wien, 24. Februar 2001